# Kvarnamåla
Kvarnamåla är en ort i Väckelsångs socken i Tingsryds kommun, Kronobergs län. Kvarnamåla klassades som småort 1990 och 1995. Byn ligger nära tre sjöar: I norr Fiskestadsjön, i öster Ygden och i väster Hyllesjön.

## Historia

### Byn före järnvägen
Före järnvägen bestod ortens bebyggelse av några hus utmed landsvägen Växjö-Tingsryd. Främsta av dessa var Gästgivargården som ännu finns kvar. Huset är gammalt men ombyggt och förändrat i utseende. Kvarnamåla gård byggdes 1828 och här drevs senare en affär. Söder om denna gård ligger Smedjebacken, ofta kallat Barnhemmet eftersom där drevs barnhem ca 1920–1940. Det finns ytterligare två 1800-tals hus Sideslund och Lilla Smedjebacken. Nästa gamla hus var Kvarnamåla gamla skola byggt 1869. Det gamla soldattorpet ombyggt 1914 heter idag Möcklerydslund. Det var alltså en by med cirka 10 hus, några har försvunnit och är okända.

### Järnvägarna byggs
1896 på sommaren började man bygga järnvägen Växjö-Tingsryd och 28 november 1897 var banan klar för invigning. Spårvidden var 1067 mm, alltså samma som Blekinge kustbana, Karlshamn-Vislanda och Bredåkra-Tingsryd. 1898 fick ett bolag koncession för en tvärbana mellan Karlshamnsbanan och Växjö-Tingsryd järnväg. Det blev Hönshylte-Kvarnamåla järnväg från Norraryd strax norr om Ryd till Kvarnamåla, en sträcka på 21 km. Järnvägen invigdes 22 oktober 1900 av Oskar II. Kvarnamåla blev järnvägsknut fram till 1965 då persontrafiken på linjerna Hönshylte-Kvaramåla och Växjö-Tingsryd lades ned. Godstrafiken fanns kvar till Norraryd till 1971 och banan revs upp 1972. Båda järnvägslinjerna hade dålig ekonomi och redan efter tre år gick banan i likvidation. Man fick bilda ett nytt bolag. 1913 övertogs banan av Växjö-Tingsryd.

### Byns utveckling som stationssamhälle

#### Nils Collin Café, Specerier och diverse 1916–1926[4]
Nils Johansson flyttade till Kvarnamåla från Vislanda där han drivit affär 1906–1916. Han fick 1916 handelsrättigheter att driva café. Rörelsen drevs i Telleborg och han sålde också specerier, konfektyr och tidningar. Collin avled 1926 och då upphörde verksamheten. Collin drev också rumsuthyrning, Smålands resetjänst och arbetsförmedling.

##### S M Petersson Ved och virke -1941
Flyttade till Kvarnamåla i början av 1900-talet. Handlade med massaved och aspstock till tändstickor och bark, som användes i tillverkning av garvsyra till garverier. Han drev också rumsuthyrning för resande. Byggde ett hus Vernersborg 1912 där det drevs café. Kronobergs län sparbank hade kontor där. 1918 inrättades också telefonstation i huset. Telefonstationen flyttades 1942.

##### Firma Henning Johnsson Lanthandel 1893-1964
Startades 1893 av Per Johnsson i Kvarnamåla gård. Per Johnsson avled 1914. Firman utarrenderades till 1919, då dödsboet tog över med Henning Johnsson som föreståndare. År 1924 övertog han affären och 1927 köpte han fastigheten. År 1951 överlät han affären till Viktor Jern, som drev den vidare till 1964 då den nedlades. Jern drev också taxirörelse från 1956 till 1975 då rörelsen överläts till Göran Helmersson.

##### Firma G R Svensson Lanthandel 1902–1969
Öppnades 1902 av Johan Gustav Pettersson och övertogs 1910 av Måns Vilhelm Karlsson. 1923 i november övertogs affären av G R Svensson. Affären hade låg omsättning och Svensson hade mest sysselsättning med borst- och tagelberedning medan hustrun skötte affären. Snart kom ännu sämre tider under depressionen då Kvarnamåla präglades av nödhjälpsarbetarna som arbetade med vägbyggen Tingsryd–Växjö. Nödhjälpsarbetarnas ekonomi tillät inga större utgifter. 1933 vågade Svensson ändå investera i nytt fruktmagasin och började handla med frukt och lantmannaprodukter. Andra världskrigets ransoneringar innebar merarbete och det var svårare att inhandla varor. Efter järnvägsnedläggningen minskade affärsunderlaget och affären upphörde 1969.

##### Per Petterssons speceri- och diversehandel 1925–1968
Pettersson övertog affären 1925 av handlade Strand. Affären sålde specerier, kaffe, sill, porslin och tyger. 1926 startade man partiaffärer med fläsk och köttvaror. Partirörelsen upphörde 1934. 1926 drev man också dans på magasinet med dragspelsmusik. Firman upphörde 1968 då innehavarna var över 75 år.

##### Verner Petterssons charkuteri 1930–1968
Verner Pettersson startade rörelsen 1930 och drev den till 1950. Då köpte KLS (Kronobergs läns slakteriförening) affären och lade ner den. Verner Pettersson bodde i Ryd i fem år men återkom 1955 och öppnade affären igen. Han drev den nu till sin död 1957. Då övertogs den av paret Sandberg som drev affären till 1968 då den lades ner för gott.

##### Eva Pettersson charkuteri 1945–1963
1945 startade affären i fastigheten Evesborg. 1947 övertog den av Robert Brorsson som 1950 överlät den till KLS som drev affären till 1963 då den lades ner.
Som framgår startade affärerna strax före eller efter järnvägen byggdes och alla lades ner i nära anslutning till järnvägens nedläggande.

## Industrier och plantskola
Kvarnamåla har aldrig haft någon industri av större omfattning vilket troligen är en anledning till att orten aldrig utvecklades till en tätort.

### Elgporslin AB
Största industrin idag är före detta Elg&Elg numera Elgporslin AB. 1965 kom företaget till Kvarnamåla. Man köpte de två skolbyggnaderna och startade en rörelse för att tillverka minnestallrikar, väggtallrikar att sätta upp på väggen. Företaget startade i lokalerna 1966. Företaget hade tidigare sysslat med att förlägga böcker men satsade nu på annan tillverkning. 1977 hade företaget 15-20 anställda. Firman startades av far och son Torsten G:son Elg och Stephan Elg 1965. Affärsidén var att sälja och tillverka specialdekorerat servisgods till främst privatkunder. Efter några år kom produktionen främst att handla om tillverkning av minnes- och souvenirtallrikar som företaget i huvudsak sålde i egen regi över hela Norden. Sedan mitten på 1970-talet var Elgporslin landets ledande tillverkare av väggtallrikar. Företagets kunskaper i tillverkning av överföringsdekorer utnyttjas också av de småländska glasbruken. Avancerade dekorer har levererats till formgivarna Göran Wärff och Ulrica Hydman Vallien och mycket av dekoren för glasbrukens och de keramiska tillverkarna vardagsproduktion tillverkas i Elgporslins fabrik i Väckelsång. Torsten G:son Elg lämnade det dagliga arbetet vid företaget 1977. Stephan Elg lämnade företaget 1992 då hans äldsta son Martin Elg tog över. Sedan intresset för väggtallrikar avtog i början av 1990-talet, har Martin Elg specialiserat sig som legotillverkare till glasbruken, den keramiska industrin samt till landets ledande porslinsgrossister. Antalet anställda har dock minskat under åren och är nu under 10.

#### Cementgjuteri
Karl Fabiansson drev åren 1939 till 1957 ett mindre cementgjuteri med 3-4 anställda. Företaget nedlades vid Fabianssons frånfälle.

#### Smedja och sågverk
Carl Fyhr byggde 1911 en smedja och såg på fastigheten Sjöaborg. 1915 överläts firman till Emil Fyhr. 1916 uppförde han ny såg och kvarn på Ekna. På sågen tillverkades dels sågade trävaror för export men också ekstav för Tingsryd parkettfabrik. Fruktlådor tillverkades till 1945 då det blev ett renodlat sågverk för sågade trävaror. Firman började med lastbilstrafik 1922 och den bedrevs till 1963. Sågverket drevs av ångmaskin till 1952, och därefter med dieselmotor till 1968 då sågverket upphörde. Företaget hade 8 fast anställda och ibland extrapersonal.

#### Marielunds trädgårdar –1952
Startades av Edvin Johansson i liten skala med jordgubbsplantor. Han övergick till att köpa rosbuskar från plantskolor i Skåne och Holland. Buskarna såldes sedan på postorder vidare genom annonser i ICA-kuriren och Jordbrukarnas Föreningsblad. Omsättningen ökade och var som störst efter de kalla vintrarna 1941–1942 då många buskar frös bort. Verksamheten var störst vår och höst. Buskarnas sattes i arrenderad jord. Transporterna på järnväg av rosbuskar blev så många att järnvägen fick anställa en person för att klara arbetet. Verksamheten upphörde 1952 då innehavaren drabbades av dålig hälsa.